# Auñón (kommunhuvudort)
Auñón är en kommunhuvudort i Spanien.   Den ligger i provinsen Provincia de Guadalajara och regionen Kastilien-La Mancha, i den centrala delen av landet, 80 km öster om huvudstaden Madrid. Auñón ligger 781 meter över havet och antalet invånare är 254.
Terrängen runt Auñón är kuperad åt sydost, men åt nordväst är den platt. Runt Auñón är det glesbefolkat, med 14 invånare per kvadratkilometer. Närmaste större samhälle är Sacedón, 6,4 km sydost om Auñón. 